# Cerkospóra
A cerkospórás levélfoltosság (röviden cerkospóra) az egyik legjelentősebb cukorrépa-betegség. A vírust a Cercospora beticola nevű gomba terjeszti, mely növényi maradványokon telel át. Fertőzés esetén a répa levelein kör alakú, vöröses-barna színű foltok jelennek meg. A foltok egy idő után összeolvadnak, mely a levélzet teljes elszáradásához vezethet. A fertőzés kialakulását a csapadékos időjárás nagymértékben meghatározza. A nemesítések eredményeként cerkospóra rezisztens fajtákkal, valamint minimum 3 éves vetésforgó használatával sikeresen lehet védekezni ellene.

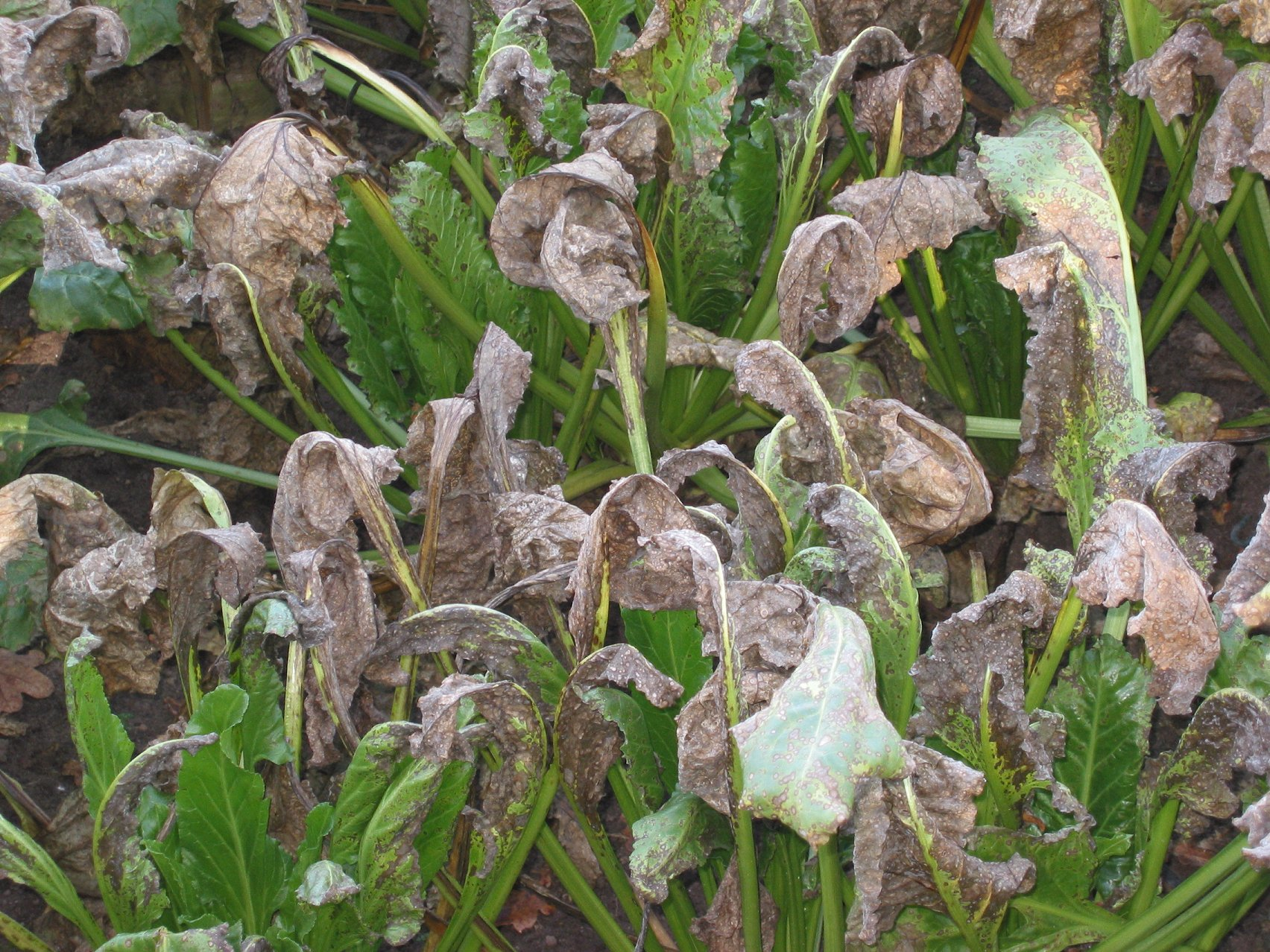
Cercospora beticola fertőzés

## Fordítás
Ez a szócikk részben vagy egészben  a   Cercospora_beticola című angol Wikipédia-szócikk fordításán alapul.  Az eredeti cikk szerkesztőit annak laptörténete sorolja fel. Ez a jelzés csupán a megfogalmazás eredetét és a szerzői jogokat jelzi, nem szolgál a cikkben szereplő információk forrásmegjelöléseként.